# Saeed al-Mowalad
Saeed al-Mowalad (arabisch سعيد المولد, DMG Saʿīd al-Muwallad; * 9. März 1991 in Dschidda) ist ein saudi-arabischer Fußballspieler.

## Karriere

### Verein
Er begann seine Karriere beim Ohod Club in Medina und wechselte 2012 in die U23 von al-Ahli, wo er zur Saison 2012/13 in die erste Mannschaft vorstieß. Ab Januar 2015 lief er dann für den Rest der laufenden Saison für den Ittihad FC auf.
Die Spielzeit 2015/16 verbrachte er in der zweiten portugiesischen Liga beim SC Farense. Zur Saison 2016/17 kehrte er wieder nach Saudi-Arabien zurück, wo er sich al-Raed anschloss. Hier verblieb er bis Anfang Januar 2017, als er zu al-Ahli zurückkehrte. Seit Sommer 2021 steht er bei al-Ettifaq unter Vertrag.

### Nationalmannschaft
Seinen ersten Einsatz im Trikot der saudi-arabischen Nationalmannschaft hatte er am 6. November 2014 bei einem 2:0-Freundschaftsspielsieg über Palästina über die volle Distanz. Nach Einsätzen im Golfpokal 2014 war sein erstes großes Turnier die Asienmeisterschaft 2015, bei der er in der ersten Partie der Gruppenphase zum Einsatz kam. Nach einer längeren Pause kam er ab 2017 wieder in Freundschaftsspielen zum Einsatz, eine Nominierung für die Weltmeisterschaft 2018 verpasste er. Sein letzter Einsatz ist auf den 12. Oktober 2018 datiert.